# Ceva
Ceva – miejscowość i gmina we Włoszech, w regionie Piemont, w prowincji Cuneo. W latach 1125–1427/1535 siedziba margrabstwa Ceva.
Według danych na rok 2004 gminę zamieszkiwało 5717 osób, 136,1 os./km².